# Crăciun în El Camino
Crăciun în El Camino (titlu original: El Camino Christmas) este un film de Crăciun american din 2017 regizat de David E. Talbert. Rolurile principale au fost interpretate de actorii Luke Grimes, Vincent D'Onofrio,  Dax Shepard, Kurtwood Smith, Michelle Mylett, Emilio Rivera, Kimberly Quinn, Jessica Alba și Tim Allen. Filmul a fost lansat pe  Netflix la 8 decembrie 2017.

## Prezentare
În centrul povestirii - un tip care a ajuns în ajunul Crăciunului într-o situație ridicolă. Personajul principal este prins într-un magazin de băuturi alcoolice împreună cu încă cinci fraieri.

## Distribuție
- Luke Grimes - Eric Roth[2]
- Vincent D'Onofrio -  Carl Hooker[2]
- Dax Shepard - Deputy Billy Calhoun[2]
- Kurtwood Smith -  Șerif Bob Fuller[3]
- Michelle Mylett - Kate Daniels[3]
- Emilio Rivera - Vicente Cruz[3]
- Kimberly Quinn - Jewels Daniels[2]
- Jimmy O. Yang - Mike[2]
- Jessica Alba - Beth Flowers[3]
- Tim Allen -  Larry Michael Roth[2]

## Producție
Filmările au început la 1 mai 2017 în Los Angeles.

## Lansare
A fost lansat pe Netflix la 8 decembrie 2017.